# 北海道道663号植坂足寄停車場線

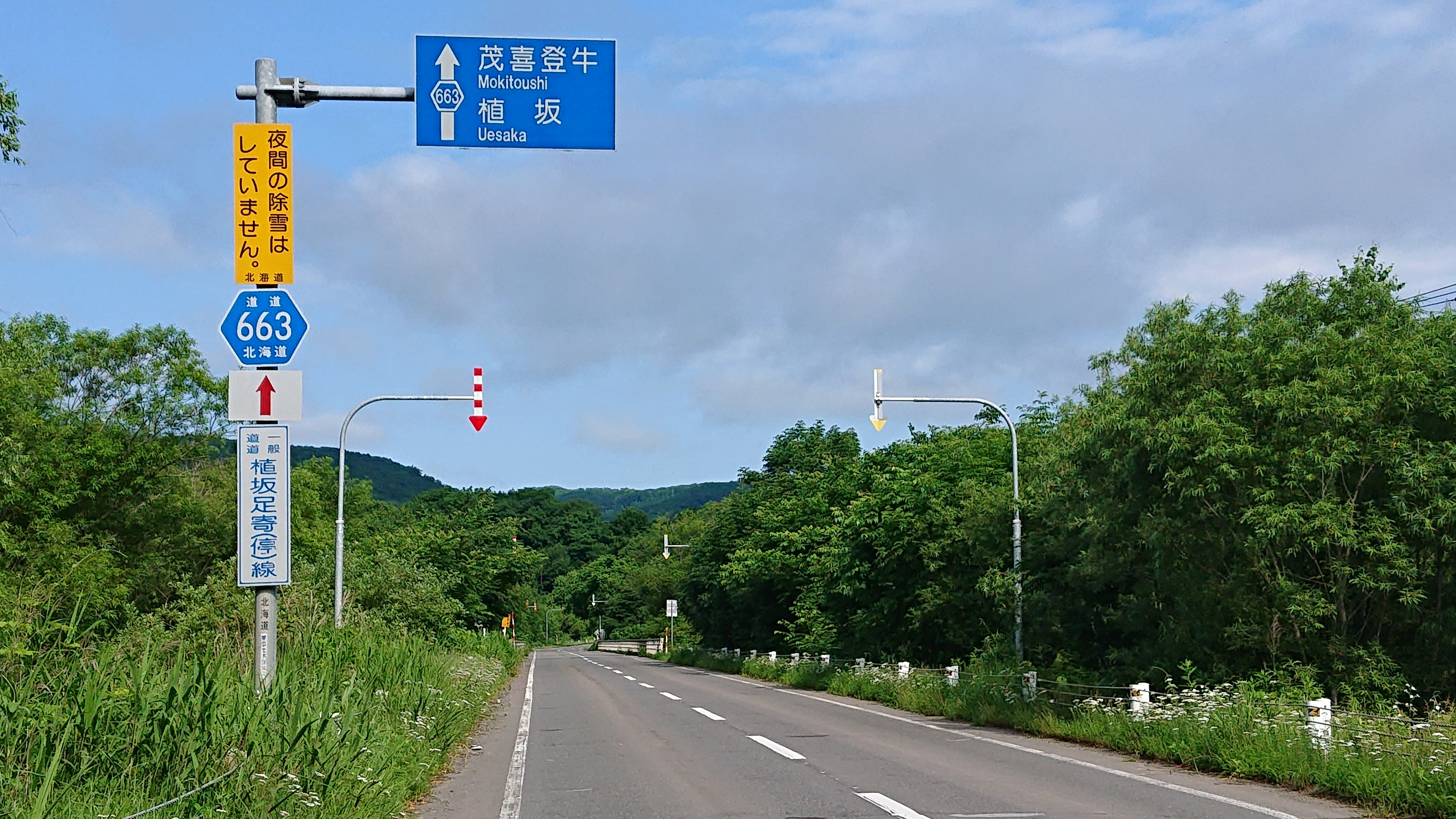
北海道道663号植坂足寄停車場線

北海道道663号植坂足寄停車場線（ほっかいどうどう663ごう うえさかあしょろていしゃじょうせん）は、北海道足寄郡足寄町内を結ぶ一般道道である。

## 概要

### 路線データ
- 起点：北海道足寄郡足寄町茂喜登牛（北海道道468号清水谷足寄線交点）
- 終点：北海道足寄郡足寄町北1条西1丁目（旧北海道ちほく高原鉄道 足寄駅跡）
- 総延長：15.943 km
- 実延長：12.187 km
- 重用延長：3.756 km

### 道路管理者
- 十勝総合振興局 帯広建設管理部 足寄出張所

## 歴史
- 1969年（昭和44年）6月18日 - 路線認定[1]。
- 2006年（平成18年）4月21日 - ふるさと銀河線の廃線に伴い、足寄駅は廃駅となる。

## 路線状況

### 重複区間
- 国道242号（足寄町下愛冠1丁目 - 足寄町北1条西1丁目〔終点〕）

## 地理

### 通過する自治体
- 十勝総合振興局
  - 足寄郡足寄町

### 交差する道路
足寄町
- 北海道道468号清水谷足寄線 - 茂喜登牛（起点）
- 国道242号 - 下愛冠1丁目、北1条西1丁目（終点）（重複）
- 国道241号 - 北1条西1丁目（終点）
- 北海道道664号モアショロ原野螺湾足寄停車場線 - 北1条西1丁目（終点）

### 道の駅
足寄町
- 道の駅あしょろ銀河ホール21（足寄駅跡）